# Hospital Universitario de Burgos
El Hospital Universitario de Burgos (HUBU) es un hospital público-privado situado en la ciudad española de Burgos. Forma parte del Complejo Asistencial Universitario de Burgos. El edificio fue diseñado por el estudio de arquitectura Pardo + Tapia arquitectos, formado por los arquitectos Luis Fernández Inglada, Juan José Arévalo Camacho, Eduardo Herráez Fernández y Gabriel Gallegos. Tras ganar el concurso en 2001, el proyecto fue finalizado en 2007, año que comenzaron las obras. Acogió a los primeros pacientes de consultas externas en diciembre de 2011 quedando en pleno funcionamiento en junio de 2012 con el traslado del servicio de Urgencias desde el Hospital General Yagüe, que quedó inutilizado.

## Historia
El Hospital fue planteado en los años 90, con objetivo de ofrecer una nueva infraestructura sanitaria moderna para la ciudad. El Hospital Universitario viene a sustituir al antiguo Hospital General Yagüe. También aglutinará otros servicios sanitarios de la ciudad, como el Hospital Militar, la hospitalización del Hospital Divino Valles y el Centro de Especialidades.
La obra civil del hospital estaba presupuestada en 242 millones de euros aunque acabó costando más del doble, 528 millones de euros. El coste al finalizar la concesión a la empresa privada propietaria del mismo se estima en 2.000 millones de euros.

## Las cifras del hospital
Se trata del mayor de toda la comunidad autónoma, y uno de los más modernos de toda España. Cuenta con un total de 744 camas, lo que establece una ratio de 3,4 camas por cada 1000 habitantes. Unido a los centros de Aranda de Duero y Miranda de Ebro, el ratio es de 3,15, por encima del 3,03 de Castilla y León y del 2,63 de España.
En cuanto al número de camas, con el nuevo centro sanitario habrá 108 camas más (se pasa de 955 a 1063); de dos a seis salas de paritorio, más dos de alto riesgo; de 17 a 24 quirófanos y de 29 a 39 salas de reanimación. Además, contará con 1542 plazas de aparcamiento de pago repartidas en una superficie de 3147 metros cuadrados.
El complejo cuenta con una superficie de más de 200 000 m², lo que supone quintuplicar al anterior hospital.(Leonoticias.com)
El nuevo hospital, trabajarán en torno a las 800 personas inicialmente.

## Servicios
Tanto el propio edificio como los servicios no asistenciales son de titularidad privada. Además, todo el complejo hospitalario, dispone de:
- Aparcamiento de 1500 plazas, de pago. Es de tipo cubierto y distribuido en varias plantas.

- Marquesinas de paradas para el servicio de autobuses.

- Helipuerto.

## Transporte público
El hospital está comunicado por varias líneas de autobuses urbanos, las cuales no entran dentro del complejo hospitalario, pero dan servicio al operar en la avenida de las Islas Canarias, perpendicular a los accesos al Hospital.